# Sumurgung (Tuban)
Sumurgung is een bestuurslaag in het regentschap Tuban van de provincie Oost-Java, Indonesië. Sumurgung telt 7099 inwoners (volkstelling 2010).